# Ordoviciano Superior
| Sistema/Período | Série/Época   | Andar/Estágio | Idade (Ma)   |
| --- | ------------- | ------------- | ------------ |
| Siluriano | Llandoveriano | Rhuddaniano   | mais recente |
| Ordoviciano | Superior      | Hirnantiano   | 443.4-445.2  |
| Ordoviciano | Superior      | Katiano       | 445.2–453.0  |
| Ordoviciano | Superior      | Sandbiano     | 453.0–458.4  |
| Ordoviciano | Médio         | Darriwiliano  | 458.4–467.3  |
| Ordoviciano | Médio         | Dapinguiano   | 467.3–470.0  |
| Ordoviciano | Inferior      | Floiano       | 470.0–477.7  |
| Ordoviciano | Inferior      | Tremadociano  | 477.7–485.4  |
| Cambriano | Furônguico    | Estágio 10    | mais antigo  |
| Subdivisão do Ordoviciano de acordo com a Tabela Cronoestratigráfica Internacional versão 2015/1 da Comissão Internacional sobre Estratigrafia. |               |               |              |

Na escala de tempo geológico, o Ordoviciano Superior é a época do período Ordoviciano da era Paleozoica do éon Fanerozoico que está compreendida entre 460 milhões e 900 mil e 443 milhões e 700 mil anos atrás, aproximadamente. A época Ordoviciana Superior sucede a época Ordoviciana Média de seu período e precede a época Llandovery do período Siluriano de sua era. Divide-se em três idades, Ordoviciana V, Ordoviciana VI e Hirnantiana, da mais antiga para a mais recente.